# Strandgaper
De strandgaper (Mya arenaria) is een in zee levend tweekleppig weekdier behorend tot de familie van de gapers.

## Beschrijving

Rechter en linker klep van hetzelfde exemplaar
Rechter klep
Linker klep

### Schelpkenmerken
De strandgaper heeft een stevige schelp met een elliptische vorm (een spitse voorkant en een afgeronde achterkant). De buitenzijde heeft onregelmatig concentrische groeilijnen. Beide kleppen sluiten bij de voor- en achterkant niet op elkaar: ze gapen, vandaar de Nederlandse naam: Strand'gaper'.
De schelp kan tot 15 cm lang worden en heeft een wit tot geelwitte kleur.

### Dier

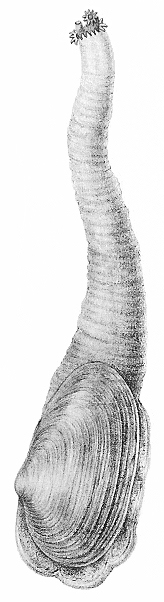
Strandgaper met lange sifo (Uit Herklots, 1859)

Het dier heeft een zeer lange sifo (zie afbeelding) die niet binnen de schelp teruggetrokken kan worden en bedekt is met periostracum. In deze sifo bevinden zich zowel de in- als de uitstroombuizen waardoor voedsel opgenomen kan worden en afvalstoffen afgevoerd.

### Habitat

Strandgaperbroed: broedsel van de strandgaper op Balgzand

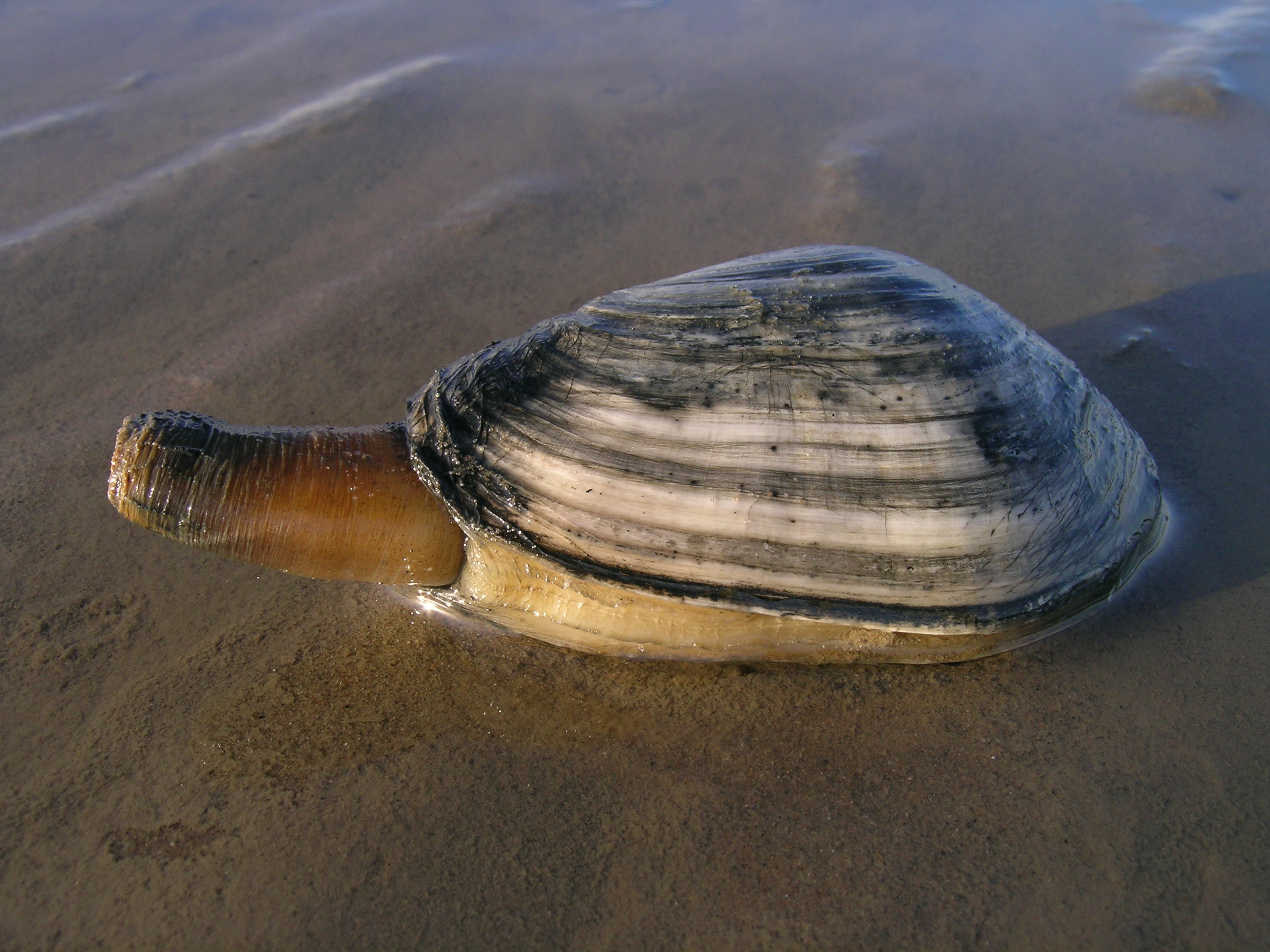

Leeft in modderige en zandige bodems in en net onder de getijdenzone. De dieren worden tot ca. 15 meter waterdiepte aangetroffen. De strandgaper is een mariene soort die tegen een sterke verlaging van het zoutgehalte bestand is. Men noemt dat een euryhaliene soort. In de voormalige Zuiderzee leefde de soort nog bij ca. 2‰ totaal zoutgehalte.

De strandgaper behoort tot de infauna en de dieren leven ingegraven tot wel 40 cm diep in de bodem, waar geen predator ze kan bereiken. Dit is mogelijk door de lange sifo.

### Areaal
Tegenwoordig algemeen voorkomend in het waddengebied en rond de Zeeuwse eilanden.
In het Waddengebied is het de grootste daar levende schelpensoort. Op de strandjes langs IJsselmeer dijken spoelen de schelpen die in de voormalige Zuiderzee geleefd hebben nog steeds aan. De strandgaper is daar een belangrijke vertegenwoordiger van. De exemplaren die hier aanspoelen blijven altijd kleiner dan de dieren uit de huidige fauna van de Waddenzee (maximaal ca. 5 cm, meestal kleiner).

### Fossiel voorkomen

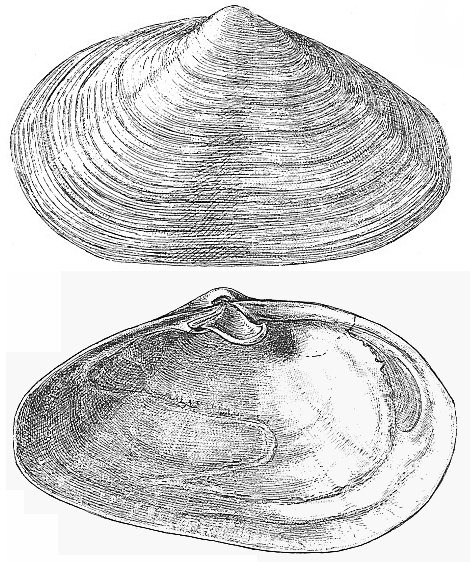
Strandgaper, fossiel uit Pleistoceen Engeland

In het Noordzeegebied is de soort uit het jongste Plioceen van België (omgeving Antwerpen) en Engeland East Anglia bekend. In Nederland treedt deze soort sporadisch op in het Plioceen maar is vooral algemeen in de Formatie van Maassluis die een vroeg Pleistocene ouderdom heeft (Pretiglien en Tiglien). In Nederland is de strandgaper een naamgever aan de biozone uit deze Vroeg Pleistocene periode: Zone van Mya arenaria en Hydrobia ulvae. Na het Tiglien stierf deze soort uit in Europa maar bleef voortleven aan de Amerikaanse kant van de Atlantische Oceaan. De huidige aanwezigheid van de strandgaper in Europa is door de mens veroorzaakt. De soort is dus als exoot te beschouwen. Lange tijd heeft men aangenomen dat de aanwezigheid in Europa met de 'ontdekking' van Amerika door Columbus samenhing. De strandgaper is namelijk een algemene verschijning in afzettingen van de voormalige Zuiderzee en werd bijvoorbeeld ook aangetroffen in de opvulling van vestinggrachten bij Antwerpen (Fort Liefkenshoek bij Lillo) waarvan de ouderdom vaststaat. In 1992 heeft een groep Deense onderzoekers met behulp van de C14 ouderdomsmethode kunnen aantonen dat sprake moet zijn geweest van introductie door de reizen van de Vikingen naar Groenland.

### Oorsprong
De oudste vertegenwoordigers van het geslacht Mya zijn bekend uit vroeg Tertiaire afzettingen in het gebied van de Grote Oceaan. De oudste vertegenwoordigers in de Atlantische Oceaan zijn echter pas bekend uit het Plioceen. Men neemt aan dat ergens in het Plioceen vertegenwoordigers van deze groep via de Beringstraat van de Grote naar de Atlantische Oceaan zijn gemigreerd. Dit wordt voor veel soorten mollusken uit het Noordzeegebied aangenomen. Andere vertegenwoordigers uit deze migratiegolf zijn het Nonnetje, de Alikruik, de Purperslak en de uitgestorven Acila cobboldiae.